# 激突!
『激突!』（げきとつ、原題: Duel）は、1971年のアメリカ合衆国のテレビ映画。監督はスティーヴン・スピルバーグ、出演はデニス・ウィーバーとジャクリーン・スコットなど。運転中に追い抜いたトレーラーから執拗に追跡されるセールスマンの恐怖を描く。原作はリチャード・マシスンの短編小説『Duel』で、マシスン自ら脚本を担当している。ユニバーサル・ピクチャーズ配給。
1973年に第1回アボリアッツ国際ファンタスティック映画祭でグランプリを受賞した。
日本での公開は1973年1月13日。

## ストーリー
トラベリングセールスマンであるデイヴィッド・マン（デニス・ウィーバー）は商談のため車でカリフォルニアへ向かう途中、荒野のハイウェイで低速走行する1台の大型トレーラー型タンクローリーを追い越す。しかし追い越した直後より、今度はトレーラーがマンの車を追いかけ回してくるようになる。
幾度となく振り切ったように見せかけては突如姿を現し、トレーラーは列車が通過中の踏切にマンの車を押し込もうとしたり、警察に通報するマンを電話ボックスごと跳ね飛ばそうとするなど、次第に殺意をあらわにしながら執拗に後を追ってくる。マンは大型車の不利な峠道へと逃げ込むが、出がけに立ち寄ったガソリンスタンドでラジエーターホースの劣化を指摘されており、車は峠道の上り坂でオーバーヒートを起こしスピードダウンしてしまう。なんとか峠の上にたどり着いたマンだったが、運転を誤り車を岩場に衝突させてしまう。車はしばらく動かなくなってしまうが、上り坂で再びエンジンを掛けて走る。
逃げ切ることが難しいと悟ったマンはトレーラーとの決闘を決意し、峠の途中の崖へと続く丘にトレーラーを誘い込む。車をUターンさせてトレーラーに向かって走り、正面衝突する直前に飛び降りるが、衝突の炎と煙で視界を奪われたトレーラーの運転手はマンが車ごと突っ込んできたものと思い込み、そのまま崖に向かって走り続ける。崖に気づき、慌てて急ブレーキを掛けるものの、クラクションを鳴らしながら、マンの車もろとも崖下へと転落。辺りには2台の車が落下しながら捻じれ軋む音が咆哮のように響く。マンは崖から2台の残骸を見つめながら決闘から生還した事を1人喜ぶも、その表情はすぐに晴れやかさを失い呆然と佇む。
マンは力なく崖の縁に腰掛け、時折石を投げながら、ただ2台の車の残骸を見つめていた。

## 登場人物
デイヴィッド・マン
主人公。サングラスを掛けたサラリーマン。
愛車のプリムス・ヴァリアントでハイウェイを走行中、大型トレーラータンクローリーを追い越した事を機にその運転手から命を狙われる。
最初はトレーラーから逃げていたが、いつまでも追い続け、救助も遮るトレーラーに対して覚悟を決め、決闘を挑む。
トレーラーの運転手 / ケラー
マンが追い越した大型トレーラータンクローリーの運転手。錆びついた古いピータービルト281を愛用し、執拗にマンの命を狙う。
マンの車を無理やり追い越した後、故意に減速して進路妨害したり、先の見えないカーブで窓から腕を出して先に行くように指示し、対向車に衝突させようとするなど、当初は嫌がらせのような妨害が多かったが、次第に殺意をあらわに追跡してくるようになる。
マンの車を追い越した後に距離が離れてもマンの元に戻ったり、路肩に停め待ち伏せしたり、物陰に隠れてやり過ごそうとしたマンを主要都市まで横道が存在しないハイウェイで必ず通ると踏み長時間待ち伏せる等の執念深さを見せる。
物語では言及されないが、運転手の正体は各州で同じ手口を使いドライバーを狙う殺人トレーラー運転手。トレーラーのフロントバンパーに付けてある各州数枚のナンバープレートは犯行時に自分が付けていた州ごとのナンバーで犯行の証。一見マンに追い越された事で怒りを抱いた行き摩りの犯行に見えるが、ただマンを標的にしただけだった。映画では本名不明だが原作小説では『ケラー』と言う名字で登場。
物語では一貫して顔を出さず手足しか見えない（手足など演じたのはスタントマンのキャリー・ロフティン）。

## キャスト
本作に出演した俳優が、スピルバーグの後の作品に再出演している例は多い。主人公が警察に通報するため立ち寄るガソリンスタンドの女店主役を演じているルシール・ベンソンは、スピルバーグの『1941』でも同じ役で出演している。また、主人公が助けを求める通りすがりの老夫婦役を演じているアレクサンダー・ロックウッドとエイミー・ダグラスは、スピルバーグの『未知との遭遇』でも夫婦役で出演している。
| 役名                     | 俳優                         | 日本語吹替                                                           | 日本語吹替 | 日本語吹替                                                                         | 日本語吹替 |
| 役名                     | 俳優                         | NETテレビ版                                                          | 劇場公開版 | 日本テレビ版                                                                       | ソフト版 |
| ------------------------ | ---------------------------- | -------------------------------------------------------------------- | ---------- | ---------------------------------------------------------------------------------- | --- |
| デイヴィッド・マン       | デニス・ウィーバー           | 穂積隆信                                                             | 宍戸錠     | 徳光和夫                                                                           | 原康義 |
| 妻                       | ジャクリーン・スコット       | 沢田敏子                                                             | 北浜晴子   | 横尾まり                                                                           | 日下由美 |
| カフェの店主             | エディ・ファイアストーン     | 村松康雄                                                             |            | 村松康雄                                                                           | 後藤敦 |
| スクールバスの運転手     | ルー・フリッゼル             | 加藤正之                                                             |            | 池田勝                                                                             | 石住昭彦 |
| カフェの男               | ユージン・ディナルスキー     | 緑川稔                                                               |            |                                                                                    | |
| ガソリンスタンドの女店主 | ルシール・ベンソン           | 麻生美代子                                                           |            | 麻生美代子                                                                         | 巴菁子 |
| ガソリンスタンドの店員   | ティム・ハーバート           | 石森達幸                                                             |            |                                                                                    | |
| 老人                     | チャールズ・シール           | 槐柳二                                                               |            |                                                                                    | |
| ウェイトレス             | シャーリー・オハラ           | 沼波輝枝                                                             |            | 矢野陽子                                                                           | 田村聖子 |
| 車の老夫婦               | アレクサンダー・ロックウッド | 槐柳二                                                               |            |                                                                                    | |
| 車の老夫婦               | エイミー・ダグラス           | 麻生美代子                                                           |            |                                                                                    | |
| ラジオのパーソナリティ   | ディック・ウィッティントン   | 野沢那智 白石冬美                                                    |            | 屋良有作                                                                           | |
| トレーラーの運転手       | キャリー・ロフティン         | 台詞なし                                                             | 台詞なし   | 台詞なし                                                                           | 台詞なし |
| その他                   | N/A                          | 篠原大作 野田圭一 中川まり子 野沢マキ 広見多子 佐久間あい 秋元千賀子 |            | 千田光男 郷里大輔 沢木郁也 さとうあい 中田和宏 宮内幸平 江沢昌子 鶴田良美 片岡富枝 | みやざこ夏穂 西川幾雄 加藤亮夫 村松康雄 前田敏子 蓮池龍三 古澤龍之 小島大輝 宮里駿 小坂明 十川史也 岡珠希 今泉舞 木村優梨香 |

- NET版 - 初放送1975年1月5日『日曜洋画劇場』

※ユニバーサル思い出の復刻版DVD・BDにソフト版と共に収録。
- 劇場公開版 - 1976年のリバイバル上映の際に制作、使用されたもの。

※宍戸は当時『警部マクロード』でデニス・ウィーバーを吹替えており、それを踏まえての起用と思われる。
- 日本テレビ版 - 初放送1989年10月27日『金曜ロードショー』

※デニス・ウィーバーを吹替えた徳光のため、あらかじめ沢木郁也が吹替えたものが演技の見本として使われた。
- ソフト版 - DVD・BD収録。

※デヴィッドを吹き替えた原は、1990年代の『激突!』と評される映画『ブレーキ・ダウン』でも主人公の吹替を担当している。

## スタッフ
- 監督: スティーヴン・スピルバーグ
- 製作: ジョージ・エクスタイン（英語版）
- 原作・脚本: リチャード・マシスン
- 撮影: ジャック・A・マータ（英語版）
- 美術: ロバート・S・スミス
- 編集: フランク・モリス（英語版）
- 音楽: ビリー・ゴールデンバーグ（英語版）
- アシスタントディレクター: ジェームズ・ファーゴ（英語版）

### 日本語版
| -              | NETテレビ版      | 劇場公開版 | 日本テレビ版              | ソフト版     |
| -------------- | ---------------- | ---------- | ------------------------- | ------------ |
| 演出           | 左近允洋         |            | 左近允洋                  | 中野洋志     |
| 翻訳           | 進藤光太         | 進藤光太   | 進藤光太                  | 高山美香     |
| 調整           | 栗林秀年         |            | 飯塚秀保                  | 菊池悟史     |
| 効果           | PAG              |            | PAG                       |              |
| 選曲           | 東上別符精       | N/A        | N/A                       | N/A          |
| 担当           |                  |            | 吉田啓介                  |              |
| 制作進行       |                  |            | 古川典子                  |              |
| 制作補         | N/A              | N/A        | 垂水保貴                  | N/A          |
| 製作協力       | 福原正充 （FSC） |            | 平田美和 （HEATHER）      |              |
| プロデューサー |                  |            | 奥田誠治                  |              |
| 制作           | グロービジョン   |            | 日本テレビ グロービジョン | ACクリエイト |

## 作品解説
無名時代のスティーヴン・スピルバーグが演出し、その名前はこの作品の成功によって業界内に知れ渡った。劇中で、主人公の車や、電話ボックスのガラスにスピルバーグの姿が映っていたことでも知られる。
もともとテレビ放映用に製作された作品だが、日本やヨーロッパでは劇場公開された。上映時間はテレビ版が74分、ヨーロッパで劇場公開された版は90分。劇場版ではデニス・ウィーバーのナレーションが無い。発売されているビデオは劇場版+ナレーション付きのものである。
1971年当時、日本教育テレビ（テレビ朝日）の外画部で『日曜洋画劇場』などに掛ける外国映画の購入を担当していた高橋浩が、アメリカの業界誌『バラエティ』の記事に「カリフォルニア州立大学を出たての25歳の若者がMCA（ユニバーサル映画）でテレビ用の映画を作っている。内容は自動車の追いかけっこ。ABCの『Movie of the Weekend』枠で放送予定」と書かれた目立たない5～6行の記事を読み、高橋は当時、視聴率を取りやすい、飛行機や列車など道具仕立てのテレフィーチャーを追いかけていて、なおかつ自分と同じ20代の若い監督作という記述に惹かれ、すぐにMCAに「出来上がったらすぐプリントを送って欲しい」と連絡を入れた。送られてきた16ミリを自宅で一人でプロジェクターに掛け、鑑賞しすぐに購入を決めた。相当な先物買いだったため、購入金額は『日曜洋画劇場』の中でも下から何番目ぐらいの低価格だったという。テレビ放映の準備を始めたら、MCA日本支社の人が「洋画配給の松竹富士が日本で劇場に掛けたいから買い戻したいと言っている。あなたのファーストオプションの15倍の金額でどうか」と言われたが断った。その後にMCAが新たな条件を提示し、「本編が74分だと短すぎて『日曜洋画劇場』には掛けられないから、スピルバーグ監督に編集させて『日曜洋画劇場』でも掛けられる90分以上にする。放映権料は先の提示額のままでいい。但し、テレビ放映する前に劇場で掛ける。テレビ放映は劇場公開後できるだけ早くできるようにする」と申し入れがあり、高橋はこれを承諾した。「今から思えば、あのスピルバーグによくフィルムを継ぎ足させたなぁ。と思う」と話している。高橋はスピルバーグが大監督になるとは思ってなく、1974年にロサンゼルスのユニバーサル映画に出張に行き、インタナショナル部門の副社長に「スピルバーグに会いたい」と言ったら、副社長はスピルバーグを知らず、秘書に確認を取ってもらうと「スピルバーグは海で撮影している」と言われ、副社長から「現場に行くならアレンジする」と言われたが、そこまで行くドルを持っておらず断った。撮影中の映画は『ジョーズ』で、もし行っていたら、日本でのテレビ放映権が取れたかもしれないと後で悔やんだという。
スピルバーグはこの年、本作の監督を務める前に『刑事コロンボ』の第3作「構想の死角」で監督を務めた。本作の監督に立候補した際、プロデューサーから「君の最近の作品を持って来てくれ」と言われ、『コロンボ』を提出したところ、監督としての採用が決定した。

### 演出
運転手が顔を見せず執拗に主人公を追いかけるトレーラーを、監督は「怪獣のように考えた」と語る。その描写は『ジョーズ』のホホジロザメに引き継がれていく。終盤でトレーラーが崖から墜落するシーンとジョーズが死ぬシーンでは、効果音として同じ恐竜の鳴き声が使用されている。
物語で立ち寄った飲食店にて主人公がトレーラーの運転手を「誰だ? 誰だ?」と探しまわるシーンには、黒澤明監督の『野良犬』のラストシーンがそのまま引用されている。

### 撮影
撮影期間が16日、編集作業から放送まで3週間程度しか確保出来なかったため、絵コンテを用いず、大きな地図に撮影ポイントなどを書き込んだものを使って撮影が進められた。早撮りで知られるスピルバーグであるが、自身でも「最も慌しい映画作りだった」と振り返っている。撮影現場はカリフォルニア州の砂漠で、キャニオン・カントリー（Canyon Country）やアグア・ダルシー（Agua Dulce）、アクトン（Acton）のシエラ・ハイウェーやエンジェルス・フォレスト・ハイウェーで行われた。トンネル、ガスステーション、踏切、カフェは実在する。

### 車

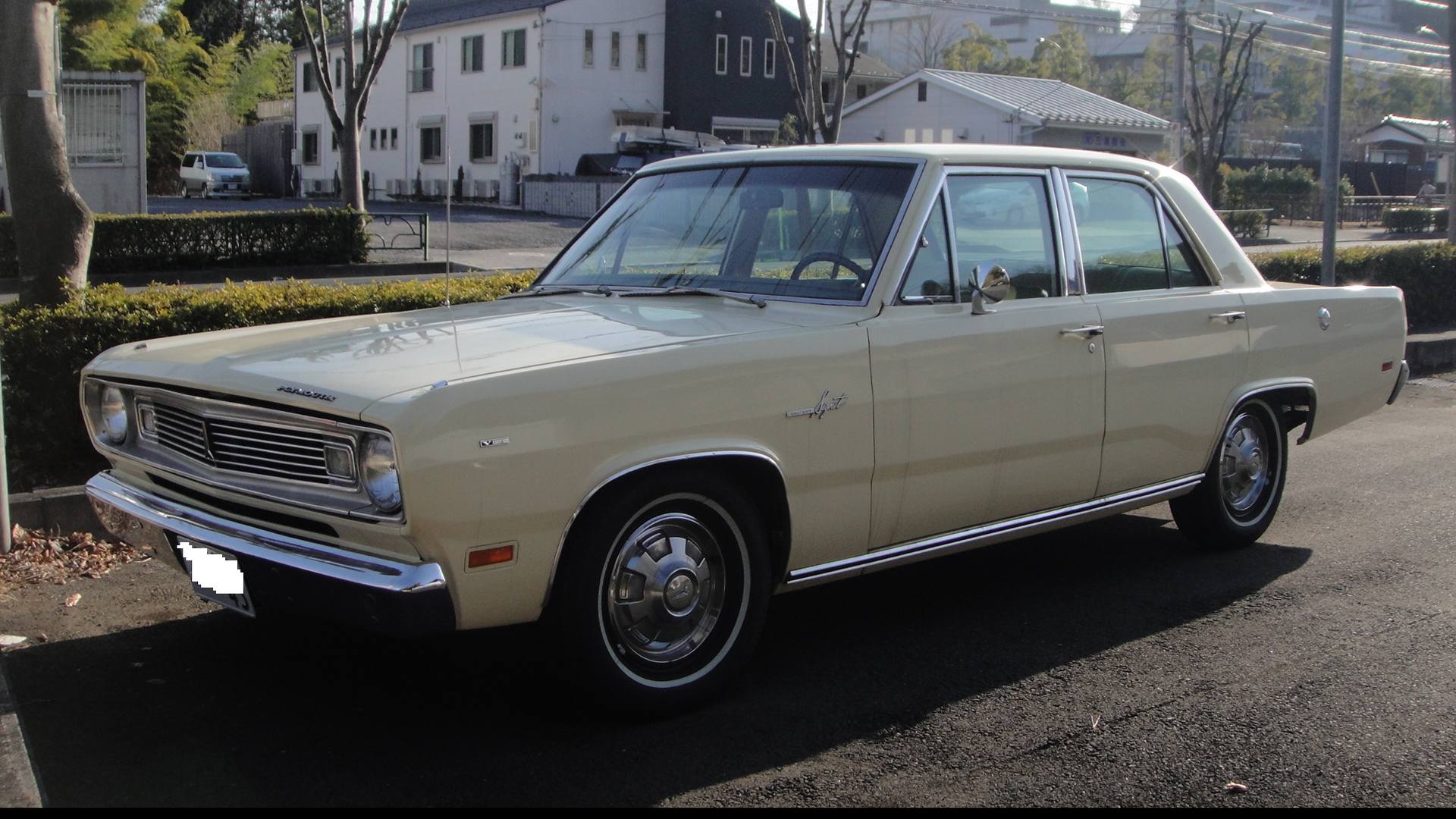
プリムス・ヴァリアント

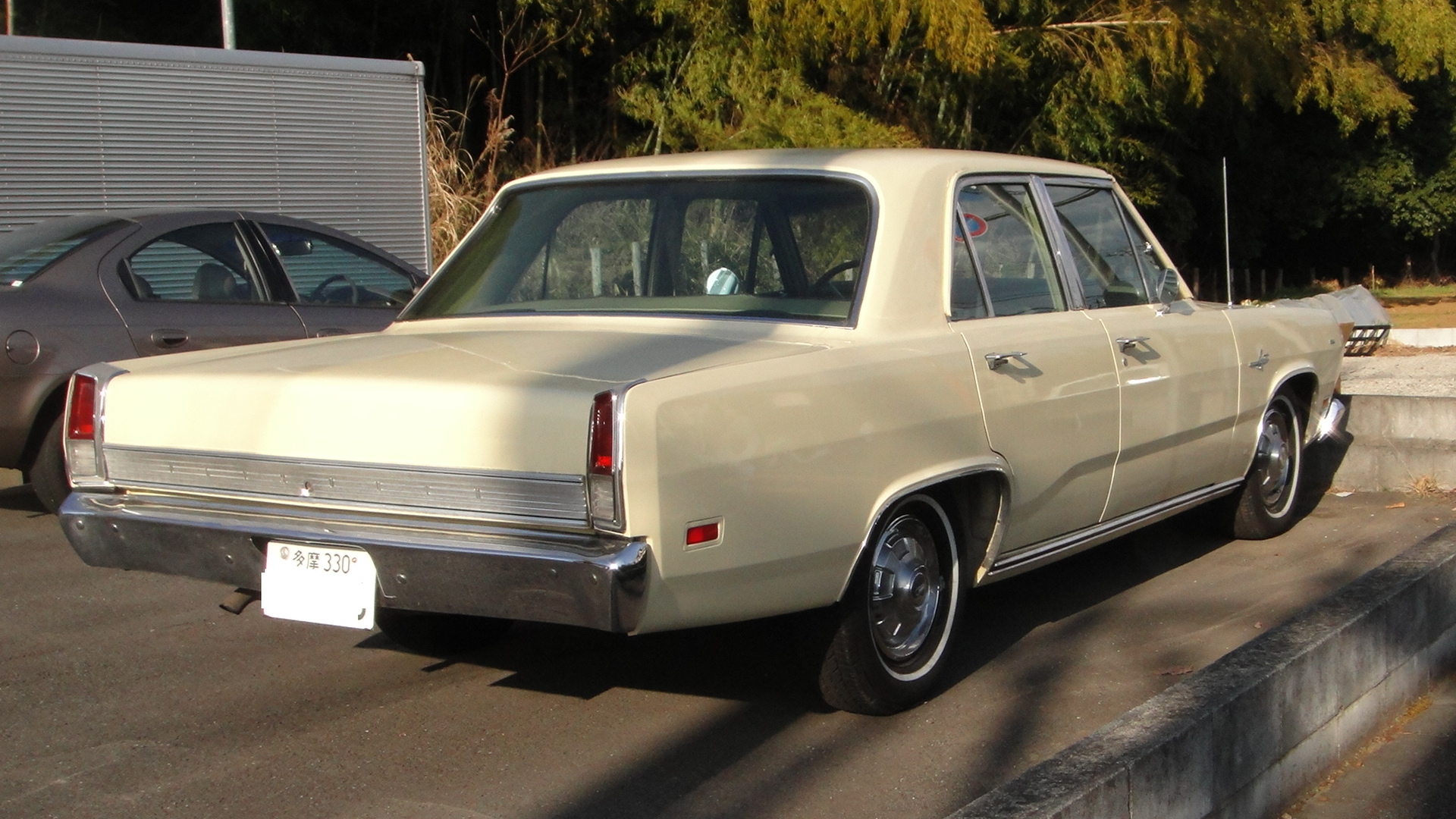

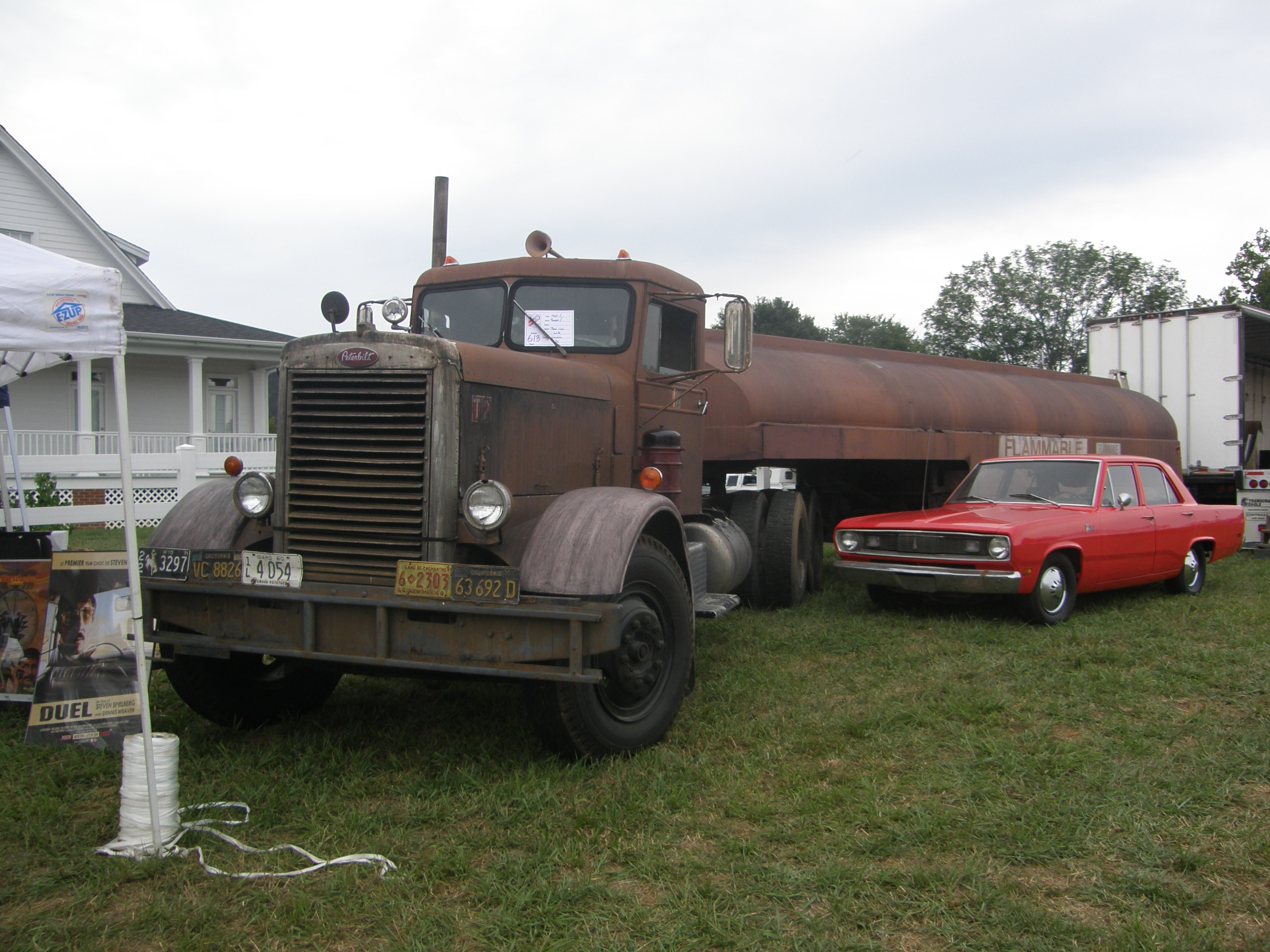
トレーラーとプリムスの同型モデル

撮影に使用された赤色の乗用車は、米クライスラー製の「プリムス・ヴァリアント」（1967-76年生産、劇中のモデルはグリル形状、エンジン音から70-71年式の直列6気筒3.2もしくは3.7リッターエンジン搭載車で出力140馬力、最高速度150km/h程度）という、特段ハイパフォーマンスモデルでもない平凡かつ廉価なコンパクトカー。ベース車両はこげ茶色だったが、「砂漠の中でも目立つから」という理由でラインナップの設定にはなかった赤色に塗り直されている。
トレーラーは1950年代中期の古い「ピータービルト281」。タイヤはブリヂストン製。映画の本編ではエンブレムが取り外されていた。トラブル時のバックアップ用として複数台が用意されていた模様で、2013年現在、現存している車両もある。テレビで公開された後の劇場用追加撮影でバックアップ用の車両が使われた。

### 原作との相違点
原作ではトレーラー運転手の苗字が「ケラー」となっており、運転台のドアに書かれたその苗字を、マンがキラー（人殺し）と一瞬誤読して動揺する描写がある。また、マンがトレーラー運転手の顔をはっきり見ているのも映画との相違点である。「角ばった顔、黒い目、黒い髪の毛」と、描写されている。
その他、飲食店でマンが間違った相手につかみかかるくだりや、スクールバスのくだり、踏切で走行中の列車に向けて押し出され殺されそうになるくだり、老夫婦に助けを求めるくだりなどは映画のオリジナルである。

## ソフト
DVDが発売される以前の本作のソフトは、1993年のニューマスター版レーザーディスク（スタンダードサイズ／ナレーション無しの90分版。日本未発売）発売まで画面と音が合っていないなどの問題点があった。

DVD版では効果音が一新・修正され、サウンドもドルビーとDTSの5.1chで収録された。なお、劇場公開時は画面サイズがシネマスコープのワイドにトリミングされていたが、DVD版ではテレビサイズで収録されている。

BD版は、4Kスキャンと高画質化がなされ、ヴィスタサイズにて収録された。

現行ソフト
- 激突! ブルーレイ（2015年9月2日発売・廉価版）
- 激突! スペシャル・エディション DVD（2012年4月13日発売・廉価版）

## 影響
本作のカーチェイスシーンは、ビル・ビクスビー主演のテレビシリーズ『超人ハルク』の1エピソードに丸々流用されている。更に、本作品のパターンは後に『ブレーキ・ダウン』や『ノーウェイ・アップ』などに引き継がれていく。

## その他
- 終盤、山道を登る前の場面で主人公は害虫駆除業者の車を警察車両と見間違えて車を寄せる。業者の社名は"Grebleips"で、スピルバーグ姓（Spielberg）の逆綴りになっている。